# Reana del Rojale
Reana del Rojale är en ort och kommun i regionen Friuli-Venezia Giulia i Italien och tillhörde tidigare även provinsen Udine som upphörde 2018. Kommunen hade 4 890 invånare (2018).